# 江陵総合競技場
江陵総合競技場（韓国語: 강릉하이원아레나）は、大韓民国・江原特別自治道江陵市にある総合競技場である。「江陵総合運動場 (강릉종합운동장)」とも表記される。2018年平昌オリンピックの会場のうちの1つである江陵オリンピックパーク内に所在する。
現在、Kリーグ1所属の江原FCとK3リーグ所属の江陵市民FCがホームスタジアムとして使用している。施設命名権契約により2025年6月から江原FCのホームゲームで江陵High1アリーナの名称が使用される。

## 概要
総合運動場、すなわち陸上競技トラックと天然芝グラウンドを備えた球技場兼陸上競技場となっている。
江陵市が2015年の大韓民国全国体育大会開催地となったため、2013年シーズン終了後に改修工事に入り、2015年の大会終了まで江原FCは代替地でホームゲームを開催した。さらに2017年からは2018年平昌オリンピック開催のために競技場全体が保安区域に指定されて使用不可となったため、江原FCは春川松岩スポーツタウンのみを本拠地として使用した。2020年からは江陵総合競技場と春川松岩スポーツタウンを併用している。
2025年6月12日、江原FCがメインスポンサーのHigh1リゾート（江原ランドのリゾートブランド）と施設命名権契約が結び、6月21日開催のKリーグ1第20節の大邱FC戦以降のホームゲームで「江陵High1アリーナ」の名称が使用されることになった。